# Acquapendente
Acquapendente település Olaszországban, Viterbo megyében. Lakosainak száma 5266 fő (2023. január 1.). Acquapendente Allerona, Castel Giorgio, Castel Viscardo, Grotte di Castro, Onano, Proceno, San Lorenzo Nuovo, San Casciano dei Bagni és Sorano községekkel határos.

## Népesség
A település népessége az elmúlt években az alábbi módon változott:
| Lakosok száma | 5449 | 5439 | 5266 |
|               | 2017 | 2018 | 2023 |